# Позипаль, Йозеф
Йо́зеф По́зипаль (нем. Josef Posipal, 20 июня 1927 — 21 февраля 1997) — немецкий футболист румынского происхождения, который был частью немецкой команды, выигравшей чемпионат мира 1954 года.

## Биография
Позипаль родился в этнической немецкой семье в Лугоже, но прожил большую часть своей жизни в ФРГ. В возрасте 16  с семьёй он переехал в Германию.
В юности он занимался плаванием и лёгкой атлетикой, как и гандболом. В 1949 он начал профессиональную карьеру футболиста, попав в клуб «Гамбург». Наставник гамбургцев Георг Кнепфле искал форварда, но скоро обнаружил, что Позипаль был силён в защите, после чего переквалифицировал Йозефа в полузащитники. В 1950 году тренер национальной сборной ФРГ Зепп Хербергер намеревался пригласить Позипаля в команду для первой международной игры Германии после Второй мировой войны, но чиновники узнали, что у Позипаля нет немецкого гражданства. Только в 1951 году Позипаль получил немецкое гражданство и дебютировал в международной игре против Турции в Берлине.
В октябре 1953 он был приглашен представить Европу в игре против Англии на Уэмбли. Во время первого раунда чемпионата мира 1954 года Позипаль получил травму и вместо него перед четвертьфиналом против Югославии играл Вернер Либрих. К полуфиналу Позипаль восстановился и вышел в составе против австрийцев, однако по итогам удачной игры Либриха Позипаля поставили на правый фланг. Несмотря на новую позицию, и в полуфинале, и в финале Позипаль сыграл блестяще и заслужил чемпионское звание. В следующие годы Либрих и Позипаль закрепили за собой позиции центрального полузащитника и правого защитника соответственно. Позипаль завершил футбольную карьеру в 1958 году.
Позипаль умер в возрасте 69 лет в Гамбурге от остановки сердца. Он был женат и имел двух сыновей. Пэр Позипал, его сын, был также профессиональным футболистом в команде бундеслиги Айнтрахт Брауншвейг..

## Достижения
- Чемпион мира (1): 1954